# 五里坪革命旧址
29°53′42″N 110°20′33″E / 29.89500°N 110.34250°E
五里坪革命旧址，位于中华人民共和国湖北省恩施土家族苗族自治州鹤峰县五里乡，现为全国重点文物保护单位。
五里坪地处一个小盆地中，自明清以来，一直是湘鄂西地区的边贸重镇。第二次国内革命战争时期，贺龙率领红四军、红二军团开辟了以五里坪为中心的湘鄂边苏区。五里坪的一条老街仍保持清末民初的民居风格，旧址建筑群保护较好。

## 文物保护情况
1992年12月16日，以“五里坪革命旧址”的名义被湖北省人民政府列为第三批湖北省文物保护单位；2006年5月25日，以“五里坪革命旧址”的名义被中华人民共和国国务院列为第六批全国重点文物保护单位。
各个子项的保护范围和建设控制地带为：
五里坪老街革命旧址：
包括五里坪湘鄂边独立团团部旧址、五里坪九区妇女协会旧址、五里坪红军被服厂旧址、五里坪湘鄂边苏维埃商会、合作社旧址、五里坪鹤峰县五里区（九区）苏维埃政府旧址、五里坪紫荆乡苏维埃政府旧址、五里坪中华苏维埃湘鄂边联县政府旧址、五里坪湘鄂边联县政府大会堂旧址、五里坪收编川军谈判旧址、五里坪赤色监所旧址、五里坪五鹤游击梯队队部旧址、五里坪戴家屋场红军驻地旧址、五里坪王家屋场红军驻地旧址、五里坪吴家屋场红军驻军旧址、五里坪涂家屋场红军驻地旧址、五里坪骆家屋场红军驻地旧址、五里坪李家屋场红军驻军旧址、五里坪向家屋场红军驻地旧址、五里坪苏维埃小学遗址、五里坪战斗遗址（东经110°21′17.1″北纬29°53′20.4″）等20处，实施联体保护。
保护范围：五里坪老街革命旧址及周围一定范围。四至：东面至苏区小学校门，西面至新街公路，南面至苏区小学通道，北面至徐朝应屋前。
建设控制地带：以保护范围四至为界向外延伸。东面至苏区巷51号，西面至刘卫线001号电杆，南面至五里邮政支局，北面至苏区小学围墙。
中共湘鄂边特委机关旧址：
保护范围：中共湘鄂边特委机关旧址及周围一定范围。四至：以旧址外墙为界，东面向外延伸10米，西面向外延伸3米，南面向外延伸18米，北面向外延伸13米。
建设控制地带：以保护范围四至为界，四周向外延伸30米。
湘鄂边军政训练班旧址：
保护范围：湘鄂边军政训练班旧址及周围一定范围。四至：以旧址外墙为界，东面向外延伸13米，西面向外延伸7米，南面向外延伸3米，北面向外延伸8米。
建设控制地带：以保护范围四至为界，四周向外延伸30米。
红三军团革命旧址：
保护范围：红三军团革命旧址及周围一定范围。四至：以旧址外墙为界，四周向外延伸20米。
建设控制地带：以保护范围四至为界，四周向外延伸100米。